# Municipio de Newborg
El municipio de Newborg (en inglés: Newborg Township) es un municipio ubicado en el condado de Bottineau en el estado estadounidense de Dakota del Norte. En el año 2010 tenía una población de 43 habitantes y una densidad poblacional de 0,46 personas por km².

## Geografía
El municipio de Newborg se encuentra ubicado en las coordenadas 48°40′16″N 100°59′2″O / 48.67111, -100.98389. Según la Oficina del Censo de los Estados Unidos, el municipio tiene una superficie total de 93.18 km², de la cual 92,15 km² corresponden a tierra firme y (1,1 %) 1,03 km² es agua.

## Demografía
Según el censo de 2010, había 43 personas residiendo en el municipio de Newborg. La densidad de población era de 0,46 hab./km². De los 43 habitantes, el municipio de Newborg estaba compuesto por el 100 % blancos. Del total de la población el 0 % eran hispanos o latinos de cualquier raza.